# Gare de Karakida
La gare de Karakida (唐木田駅, Karakida-eki) est une gare ferroviaire terminus de la ville de Tama, à Tokyo au Japon. La gare est exploitée par la compagnie Odakyū.

## Situation ferroviaire
La gare de Karakida marque la fin de la ligne Odakyū Tama.

## Histoire
La gare a été inaugurée le 27 mars 1990.

## Services aux voyageurs

### Accès et accueil
La gare dispose d'un bâtiment voyageurs, avec guichet, ouvert tous les jours.

### Desserte
- Ligne Tama :
  - voies 1 à 3 : direction Shin-Yurigaoka, Yoyogi-Uehara (interconnexion avec la ligne Chiyoda pour Ayase) et Shinjuku